# Hertogdom Modena en Reggio
De hertogdommen Modena en Reggio (kortweg: Modena) waren een land in het hedendaagse Italië dat bestond van 1452 tot 1859 (behalve tussen 1796 en 1814) en werd geregeerd door het huis Este en na 1814 Oostenrijk-Este.

## Geschiedenis
Borso d'Este werd in 1452 door de Duitse koning Frederik III tot hertog van Modena en Reggio verheven. Hertog Alfonso I werd in 1510 door paus Julius II geëxcommuniceerd en zijn grondgebied werd ingenomen door het pauselijk leger onder Lorenzo II de' Medici, hertog van Urbino. In 1527 kregen de Estes het gebied weer in handen en in 1530 werd Alfonso's status als hertog door de keizer bevestigd.
Modena-Reggio werd in de 18e eeuw enkele malen door Oostenrijk en Frankrijk bezet maar wist tot 1796 zijn onafhankelijkheid te behouden. In dat jaar bezette Napoleon Bonaparte de Povlakte en werd het hertogdom omgevormd tot de Cispadaanse Republiek. Deze werd een jaar later met de Transpadaanse Republiek samengevoegd tot de Cisalpijnse Republiek die in 1805 weer opging in het koninkrijk Italië onder Napoleon.
Hertog Ercole III kreeg na de bezetting van zijn land de voormalig Oostenrijkse Breisgau toegewezen. Hij stierf in 1803 en met hem stierf het huis Este in mannelijk lijn uit. Zijn erfelijke rechten gingen over op zijn dochter Maria Beatrice, die getrouwd was met aartshertog Ferdinand van Oostenrijk. Na de val van Napoleon in 1814 herstelde het Congres van Wenen Modena en de Oostenrijkse keizer Frans I installeerde Maria Beatrice' oudste zoon Frans IV op de hertogelijke troon. In 1829 werd het hertogdom Massa en Carrara met Modena verenigd.
Frans IV regeerde met harde hand en werd in 1831 geconfronteerd met ernstige onlusten door liberalen en Italiaanse nationalisten. Het was de periode van de Verenigde Italiaanse Provincies. Frans IV vluchtte, maar Oostenrijk herstelde met geweld zijn gezag. In 1847 werd het grondgebied van het hertogdom uitgebreid met het voormalige hertogdom Guastalla, dat door de nieuwe hertog van Parma werd afgestaan op grond van het Verdrag van Florence. Frans' opvolger Frans V regeerde in de geest van zijn vader en moest vluchten toen hij in 1848 eveneens een opstand te verduren kreeg. Ook nu stelden de Oostenrijkers orde op zaken. In 1859 vielen het koninkrijk Sardinië en Frankrijk Modena binnen en Frans vluchtte opnieuw, ditmaal voorgoed.

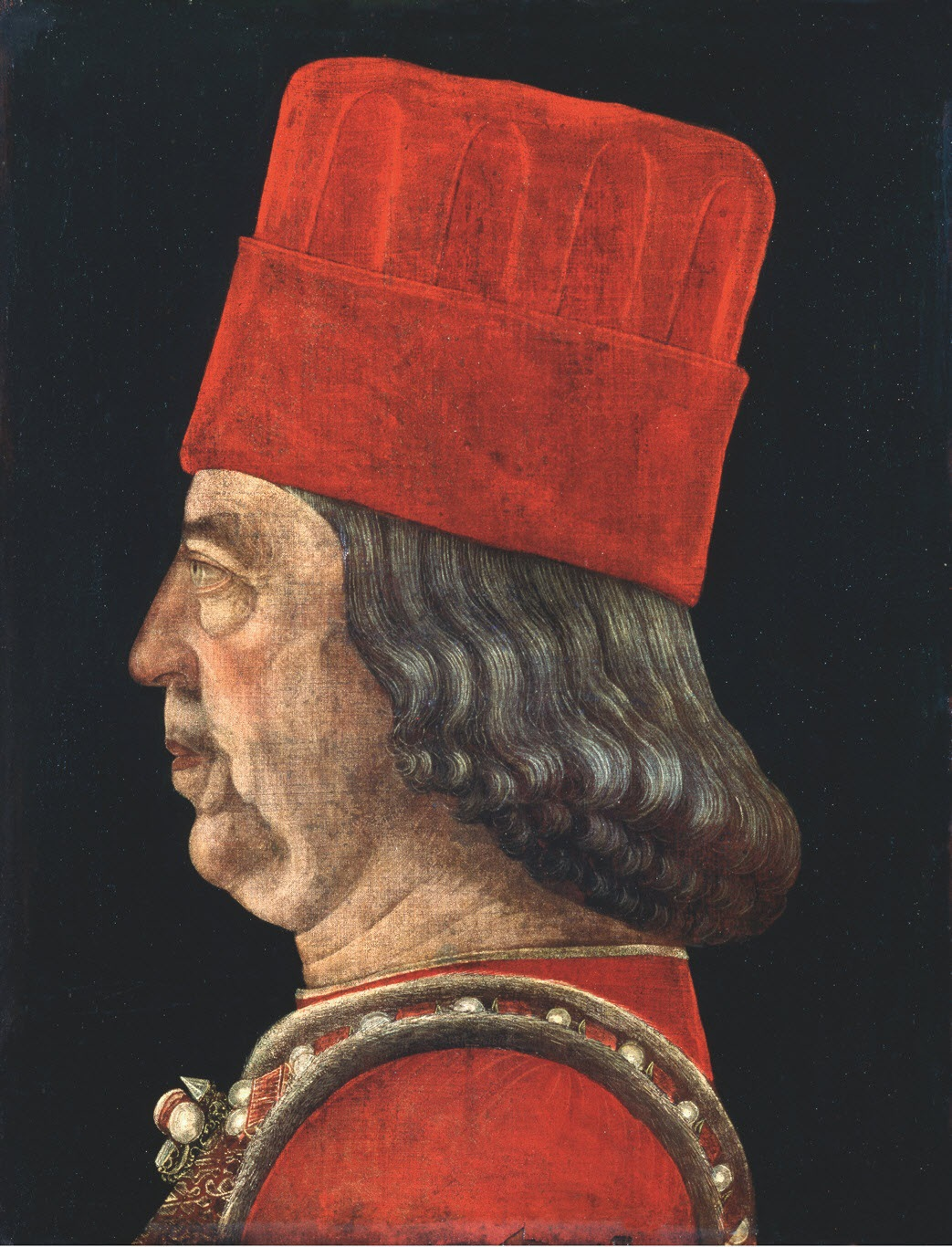
De eerste hertog Borso d'Este

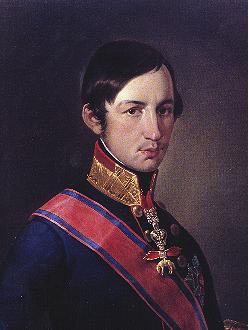
De laatste hertog Frans V

Bij een referendum in 1860 sprak de bevolking zich met overweldigende meerderheid uit voor aansluiting bij Sardinië en dus bij het nieuwe Italië.

## Samenstelling van het dubbelhertogdom voor 1797[1]
- Hertogdom Modena
- Hertogdom Reggio
- Vorstendom Carpi
- Vorstendom Correggio (1633 verworven)

Daarnaast bezat de hertog
- Hertogdom Mirandola met Concordia (1710 gekocht, 1711 keizerlijke belening)
- Vorstendom Novellara met Bagnolo (na 1728 verworven, 1737 keizerlijke belening)

## Heersers van Modena

### Hertogen vanFerrara, Modena en Reggio (Este)
- 1452-1471: Borso
- 1471-1505: Ercole I
- 1505-1534: Alfonso I
- 1534-1559: Ercole II
- 1559-1597: Alfonso II

### Hertogen van Modena en Reggio (Este)
- 1597-1628: Cesare
- 1628-1644: Alfonso III
- 1644-1658: Francesco I
- 1658-1662: Alfonso IV
- 1662-1694: Francesco II
- 1694-1737: Rinaldo III
- 1737-1780: Francesco III
- 1780-1796: Ercole III

- 1796-1814: napoleontische tijd

### Hertogen van Modena en Reggio (Habsburg)
- 1814-1846: Frans IV
- 1846-1859: Frans V

Nota bene: de voornamen van de leden van het huis Este worden gewoonlijk niet vertaald, die van de Habsburgers daarentegen wel. Vandaar de inconsistente overgang van Francesco III naar Frans IV.